# Menzo Havenga
Menzo Havenga (Rotterdam, 24 december 1966) is een Nederlandse viroloog en expert op het gebied van virale vectoren voor vaccin- en gentherapiedoeleinden.

## Biografie
Havenga ging naar het Voortgezet Wetenschappelijk Onderwijs van het NSG Nijmeegse Scholengemeenschap Groenewoud in Nijmegen en studeerde in 1994 cum laude af in de Moleculaire Biologie aan de Radboud Universiteit in Nijmegen. Tijdens zijn opleiding werkte hij onder anderen met de Nobelprijswinnaar Prof. Dr. Hartmut Michel en Prof. Dr. Heribert Appelhans aan het Max Planck Instituut Max-Planck-Gesellschaft voor hersenonderzoek in Frankfurt en met Dr. Giel Bosman, met wie hij onderzoek deed naar de ziekte van Alzheimer. In 1998 promoveerde hij aan de Universiteit Leiden op de ontwikkeling van retrovirale vectoren voor stamceltherapie voor de ziekte van Gaucher, een erfelijke lysosomale stapelingsziekte.
Van 1998 tot 2001 werkte Havenga in de start-up IntroGene aan de ontwikkeling van adenovirale vectoren voor het bestrijden van cardiovasculaire ziekten. Na de naamsverandering van IntroGene naarCrucell en de beursgang van het bedrijf promoveerde Havenga binnen Crucell tot Hoofd Research en later tot Hoofd Research en Development. Havenga werkte tijdens deze onderzoeksperiode van 2001-2007 vooral aan de ontwikkeling van een technologisch platform van adenovirale vectoren voor vaccinetoepassingen tegen bijvoorbeeld HIV, malaria en tuberculose.
In 2008 ging Havenga van Crucell naar TNO Nederlandse Organisatie voor toegepast-natuurwetenschappelijk onderzoek, waar hij de leiding kreeg over een business unit die actief was op het gebied van farmacokinetiek, klinische studies, in vivo-modellen en medicijnproductietechnologieontwikkeling. In 2010 startte hij samen met enkele partners het bedrijf Batavia Biosciences BV, waar hij sindsdien algemeen directeur is.

### Belangrijke bijdragen
Bij Crucell ontwikkelde Havenga samen met zijn onderzoeksteam nieuwe adenovirale vectoren en productieplatforms op basis van onder andere humaan serotype 11, 26, 35, 48, 49. De keuze voor deze virussen was gebaseerd op de lage sero-prevalentie in mensen wereldwijd. Door de adenovirale vectoren te voorzien van genen coderend voor bepaalde antigeen-eiwitten van bijvoorbeeld mycobacterium tuberculosis, de plasmodium falciparum-parasiet of het HIV-virus, kon een potente immuunrespons worden opgewekt na vaccinatie.
Met Batavia Biosciences is Havenga onder andere betrokken bij de ontwikkelingen van wat ook wel ‘de tweede generatie coronavaccins’ genoemd wordt. Batavia Biosciences gaat het Zwitserse RocketVax de proefdoses leveren voor het klinische onderzoek met een nieuw coronavaccin, dat een veel uitgebreidere bescherming moet bieden tegen virusmutaties. 
Bij Batavia Biosciences ontwikkelde Havenga samen met de Bill en Melinda Gates stichting het productieplatform HIP-Vax, dat zeer kosteneffectief vaccines kan produceren. Het platform biedt de mogelijkheid om zoogdiercellen in kleine volumes tot heel hoge celdichtheden te laten groeien. Hierdoor worden de hoeveelheid materiaal dat nodig is voor productie en daarmee de benodigde productieruimte en het vereiste personeel significant verlaagd en worden de kosten voor productzuivering substantieel gereduceerd.    
Behalve voor de ontwikkeling van geïnactiveerde en geattenueerde virusvaccins wordt het HIP-Vax platform ingezet voor de ontwikkeling gentherapieproducten en van vaccins gebaseerd op vectorsystemen, zoals het adenovirus, en de vesicular stomatitis virus vector (VSV). Ook het Lassa-vaccin, dat in phase II klinische studies wordt getest, is geproduceerd op het HIP-Vax platform.  
Voor de ontwikkeling van het HIP-Vax heeft Havenga samen met Batavia meerdere onderscheidingen ontvangen, zoals top 10 CDMO 2020 en Top 10 CDMO 2023, de Vaccine Industry Excellence (ViE) Award 2022 en The Most Iconic Leader In Pharmaceuticals To Watch In 2024. 

### Erkenning
Havenga is (mede-)auteur van meer dan 150 wetenschappelijke artikelen. In mei 2018 werd Havenga benoemd tot officier in de orde van Oranje-Nassau voor zijn wetenschappelijke werk en als ondernemer. In de jaren 2016-2017 en 2018 werd Havenga door verschillende nationale en internationale organisaties verkozen tot CEO van het jaar.

### Publicaties (selectie)
- Vogels R., Zuijdgeest, D., van Rijnsoever, R., Hartkoorn, E., Damen I., de Béthun, M-P., Kostense, S., Penders, G., Helmus, N., Koudstaal, W., Cecchini, M., Wetterwald, A., Sprangers, M., Lemckert, A., Ophorst, OJAE., Koel, B., van Meerendonk, M., Quax, P., Paniti, L., Grimbergen, J., Bout, A., Goudsmit, J., and Havenga, M.J.E. Replication-deficient human Ad35 vectors for gene transfer and vaccination: efficient human cell infection and bypass of pre-existing adenovirus immunity. Journal of Virology 2003, Aug;77(no.15):8263-8271.
- Holterman L, Vogels R, van der Vlugt R, Sieuwerts M, Grimbergen J, Kaspers J, Geelen E, van der Helm E, Lemckert A, Gillissen G, Verhaagh S, Custers J, Zuijdgeest D, Berkhout B, Bakker M, Quax P, Goudsmit J, Havenga M.J.E.. Novel replication-incompetent vector derived from adenovirus type 11 (Ad11) for vaccination and gene therapy: low seroprevalence and non-cross-reactivity with Ad5. Journal of Virology 2004 Dec;78(23):13207-15.).
- Sandra Verhaagh, Esmeralda de Jong, Jaap Goudsmit, Sylvie Lecollinet, Gert Gillissen, Margreet de Vries, Kees van Leuven, Ivo Que, Krista Ouwehand, Ratna Mintardjo, Gerrit Jan Weverling, Katarina Radosevic, Jennifer Richardson, Marc Eloit, Clemens Lowik, Paul Quax, Menzo Havenga. Human CD46 transgenic mice in pre-clinical research involving B2-group adenoviral vectors. Journal General Virology 2006 Feb;87(Pt 2):255-65.
- Roberts DM, Nanda A, Havenga M.J.E., Abbink P, Lynch DM, Ewald BA, Liu J, Thorner AR, Swanson PE, Gorgone DA, Lifton MA, Lemckert AA, Holterman L, Chen B, Dilraj A, Carville A, Mansfield KG, Goudsmit J, Barouch DH. Hexon-chimaeric adenovirus serotype 5 vectors circumvent pre-existing anti-vector immunity. Nature 2006 May 11;441(7090):239-43
- Peter Abbink, Angelique Lemckert, Bonnie Ewald, Diana Lynch, Matthew Denholtz, Shirley Smits, Lennart Holterman, Irma Damen, Ronald Vogels, Anna Thorner, Kara O’Brien, Angela Carville, Keith Mansfield, Jaap Goudsmit, Menzo Havenga, Dan Barouch, Comparative seroprevalence and immunogenicity of six rare serotype recombinant adenovirus vaccine vectors from subgroups B and D. Journal of Virology 2007 May;81(9):4654-63
- Waddington SN, McVey JH, Bhella D, Parker AL, Barker K, Atoda H, Pink R, Buckley SM, Greig JA, Denby L, Custers J, Morita T, Francischetti IM, Monteiro RQ, Barouch DH, van Rooijen N, Napoli C, Havenga M.J.E., Nicklin SA, Baker AH. Adenovirus serotype 5 hexon mediates liver gene transfer. Cell 2008 Feb 8;132(3):397-409.
- Kaufman DR, Goudsmit J, Holterman L, Ewald BA, Denholtz M, Devoy C, Giri A, Grandpre LE, Heraud JM, Franchini G, Seaman MS, Havenga M.J.E., Barouch DH. Differential antigen requirements for protection against systemic and intranasal vaccinia virus challenges in mice. Journal of Virology 2008 Jul;82(14):6829-37.
- Kaufman DR, Liu J, Carville A, Mansfield KG, Havenga M.J.E., Goudsmit J, Barouch DH. Trafficking of antigen-specific CD8+ T lymphocytes to mucosal surfaces following intramuscular vaccination. Journal of Immunology 2008 Sep 15;181(6):4188-98.
- Liu J, O'Brien KL, Lynch DM, Simmons NL, La Porte A, Riggs AM, Abbink P, Coffey RT, Grandpre LE, Seaman MS, Landucci G, Forthal DN, Montefiori DC, Carville A, Mansfield KG, Havenga M.J.E., Pau MG, Goudsmit J, Barouch DH. Immune control of an SIV challenge by a T-cell-based vaccine in rhesus monkeys. Nature 2009 Jan 1;457(7225):87-91.
- B. David Persson, Lijo John, Karim Rafie, Michael Strebl, Lars Frängsmyr, Monika Z. Ballmann, Katja Mindler, Menzo Havenga, Angelique Lemckert, Thilo Stehle, Lars-Anders Carlson, Niklas Arnberg. Human species D adenovirus hexon capsid protein mediates cell entry through a direct interaction with CD46. PNAS 2021 Jan 19; 118(3): 1-8

- ORCID: 0000-0003-4094-6362